# Paul Passy
Paul Édouard Passy, född 13 januari 1859, död 21 mars 1940, var en fransk fonetiker och religiös reformator. Han var son till Frédéric Passy.
Payss var lärare vid École des hautes études och ledde föreningen Association phonétique internationale amt redigerade dess organ Le maître phonetique.  Bland av Passy utgivna arbeten märks Le français parlé (1886), Les sons du français (1887) och Étude sur les changements ponétique et leur caractères généraux (1890). Passy, som i sin religiösa uppfattning var baptist och som politiker tillhörde det socialistiska partiet, var ledare för en religiös förening, L'éveil, union fraternelle des chrétiens primitifs, som i en återgång till den urskristna församlingskommunismen ser samhällets räddning. Han grundade även en koloni i Liéfra i departementet Aube, där man levde i en sådan egendomsgemenskap.